# Konstantinos Economidis
Konstantinos Economidis (griechisch Κωνσταντίνος Οικονομίδης; * 2. November 1977 in Thessaloniki) ist ein ehemaliger griechischer Tennisspieler. 

## Karriere
Economidis konnte vor allem auf der Future und Challenger Tour punkten. Im Einzel sowie im Doppel gewann er auf der Challenger Tour jeweils fünf Titel. Im Jahr 2002 gab er in Wimbledon sein Grand-Slam-Debüt. Er kam jedoch nie über die erste Runde hinaus, außer bei den French Open 2007, als er in der ersten Runde Chris Guccione bezwang. In der zweiten Runde unterlag Economidis dem Spanier Tommy Robredo.
2004 nahm er an den Olympischen Spielen in Athen teil. Im Einzel unterlag er in der ersten Runde dem Chilenen Fernando González, der später Bronze gewinnen sollte, mit 6:76, 2:6. Im Doppel trat er mit seinem Partner Vasilis Mazarakis an, scheiterte aber auch hier bereits in der Auftaktrunde. Mit 1:6, 3:6 unterlagen sie den Tschechen Cyril Suk und Martin Damm.
Economidis spielt seit 1996 für die griechische Davis-Cup-Mannschaft. Bei 37 Teilnahmen bestritt er 64 Spiele. Sowohl im Einzel mit 26:10 als auch im Doppel mit 18:10 ist seine Bilanz positiv. Er ist damit der erfolgreichste Nationalspieler seines Landes und gleichzeitig auch Rekordspieler.

## Erfolge
| Legende (Anzahl der Siege)  |
| Grand Slam                  |
| ATP World Tour Finals       |
| ATP World Tour Masters 1000 |
| ATP World Tour 500          |
| ATP World Tour 250          |
| ATP Challenger Tour (10)    |

### Einzel

#### Turniersiege
| Nr. | Datum              | Turnier    | Belag     | Finalgegner       | Ergebnis |
| --- | ------------------ | ---------- | --------- | ----------------- | -------- |
| 1.  | 14. Oktober 2001   | Barcelona  | Sand      | Nicolas Coutelot  | 7:6, 6:1 |
| 2.  | 12. Februar 2006   | Burnie     | Hartplatz | Alun Jones        | 6:4, 6:2 |
| 3.  | 2. Juli 2006       | Constanța  | Sand      | Adrian Ungur      | 6:4, 6:4 |
| 4.  | 20. August 2006    | Cordenons  | Sand      | Mathieu Montcourt | 6:3, 6:2 |
| 5.  | 23. September 2007 | Banja Luka | Sand      | Iván Navarro      | 7:6, 6:4 |

### Doppel

#### Turniersiege
| Nr. | Datum            | Turnier   | Belag       | Partner           | Finalgegner                            | Ergebnis         |
| --- | ---------------- | --------- | ----------- | ----------------- | -------------------------------------- | ---------------- |
| 1.  | 9. Oktober 2005  | Rom       | Sand        | Vasilis Mazarakis | Flavio Cipolla Alessandro Motti        | 6:4, 7:64        |
| 2.  | 7. Mai 2006      | Rom       | Sand        | Amir Hadad        | Manuel Jorquera Giancarlo Petrazzuolo  | 6:4, 4:6, [10:5] |
| 3.  | 2. Juli 2006     | Constanța | Sand        | Jean-Julien Rojer | Florin Mergea Horia Tecău              | 7:61, 6:1        |
| 4.  | 16. März 2007    | Sunrise   | Hartplatz   | Kristof Vliegen   | Juan Martín del Potro Sebastián Prieto | 6:3, 6:4         |
| 5.  | 17. Februar 2008 | Belgrad   | Teppich (i) | Flavio Cipolla    | Alessandro Motti Filip Polášek         | 4:6, 6:2, [10:8] |